# Wolfgang Plath
Wolfgang Plath (Riga, 27 dicembre 1930 – Augusta, 19 marzo 1995) è stato un musicologo tedesco.
Studiò musicologia con Walter Gerstenberg, dapprima alla Libera università di Berlino e poi all'Università di Tubinga, e si laureò nel 1958 con una tesi sul Klavierbüchlein für Wilhelm Friedemann Bach. Nel 1959 divenne assistente di Ernst Fritz Schmid ad Augusta e l'Internationale Stiftung Mozarteum di Salisburgo lo nominò con Wolfgang Rehm curatore della Neue Mozart-Ausgabe. Detenne questa posizione fino alla morte. Fu anche professore onorario delle università di Augusta e Salisburgo.

## Riconoscimenti
- Medaglia per le scienze e le arti (1977)